# Mayflower Compact

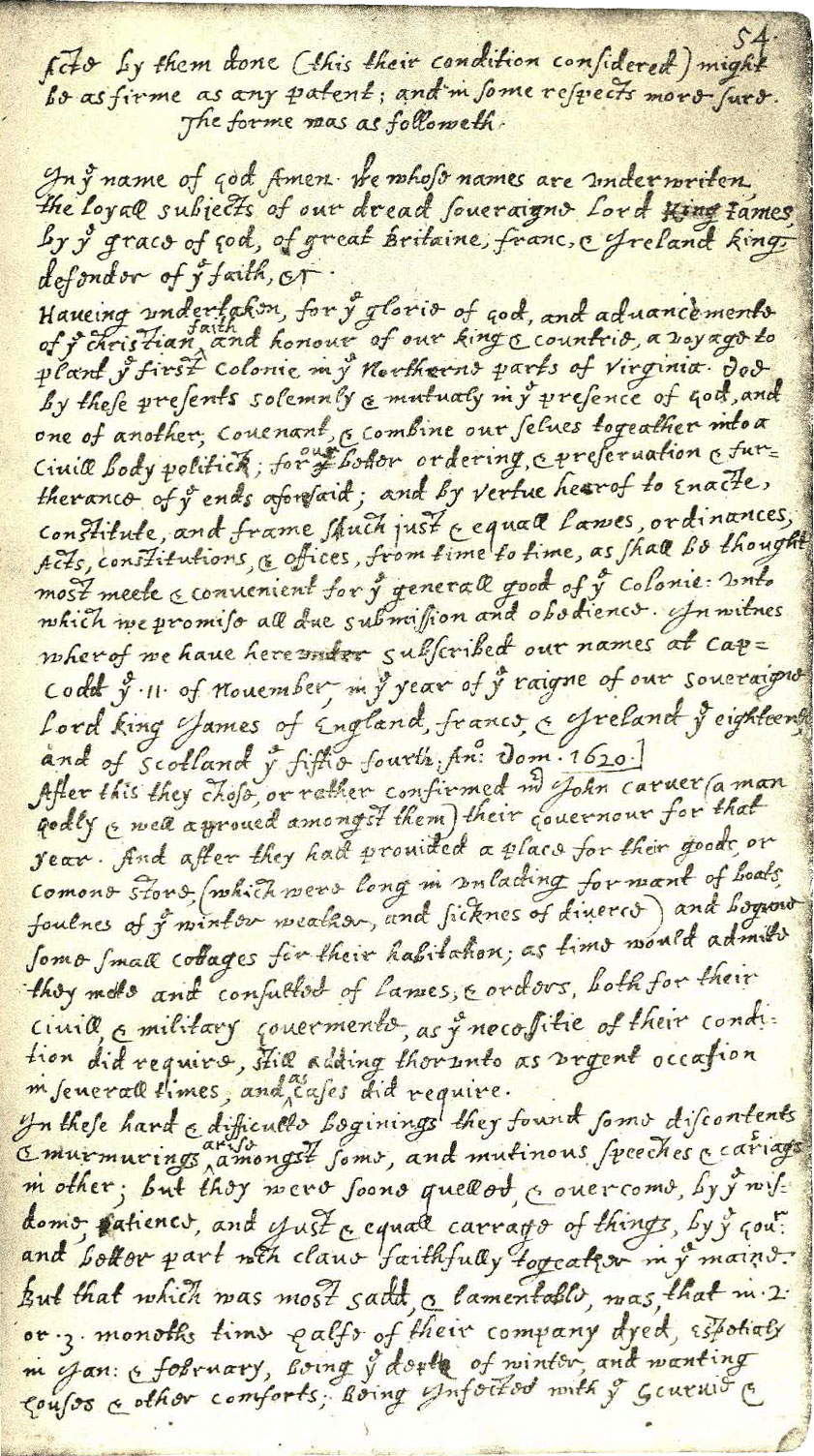
De Mayflower Compact.

Het Mayflower Compact is het document dat de Pilgrim Fathers op 21 november 1620 ondertekenden aan boord van het schip, de Mayflower, voordat zij aan land gingen om de Plymouth Colony te grondvesten. Het document was de eerste overeenkomst die het bestuur van de kolonie regelde.
De ondertekening vond plaats toen ze voor anker lagen voor het huidige Provincetown op Cape Cod, het schiereiland dat nu deel uitmaakt van Massachusetts.
De volgende 41 leden, allemaal mannen, hebben het contract ondertekend:
- John Carver
- Digery Priest
- William Brewster
- Edmund Margeson
- John Alden
- George Soule
- James Chilton
- Francis Cooke
- Edward Doten
- Moses Fletcher
- John Rigdale
- Christopher Martin
- William Mullins
- Thomas English
- John Howland
- Stephen Hopkins
- Edward Winslow
- Gilbert Winslow
- Myles Standish
- Richard Bitteridge
- Francis Eaton
- John Tilly
- John Billington
- Thomas Tinker
- Samuel Fuller
- Richard Clark
- John Allerton
- Richard Warren
- Edward Leister
- William Bradford
- Thomas Williams
- Isaac Allerton
- Peter Brown
- John Turner
- Edward Tilly
- John Craxton
- Thomas Rogers
- John Goodman
- Edward Fuller
- Richard Gardiner
- William White

- Library of Congress Control Number: n50021216
- Virtual International Authority File: 179018306